# Jan Taije
Jan Taije (ca 1495 - na 1519) was een leenman van de hertog van Brabant.
In 1508 volgde Jan Taije zijn vader op als heer van Deurne. Eerder hadden zijn grootvader, moeder en broer dat ambt ook al bekleed. Hij was evenwel de laatste uit zijn geslacht; in 1519 deed hij de heerlijkheid en het Klein Kasteel over aan Everard van Doerne. Uiteindelijk werd hij vermoord door een jonker uit het Helmondse geslacht Cortenbach.